# Stenotarsus tympanizans
Stenotarsus tympanizans is een keversoort uit de familie zwamkevers (Endomychidae). De wetenschappelijke naam van de soort werd in 1943 gepubliceerd door Gilbert John Arrow.